# Exército da África (Espanha)
O Exército da África (Espanhol: Ejército de África, Árabe: الجيش الإسباني في أفريقيا‎, Al-Jaysh al-Isbānī fī Afriqā) ou "Corpo de Exército Marroquino" (Cuerpo de Ejército Marroquí) era um exército de campo do Exército Espanhol que guarneceu o Protetorado Espanhol em Marrocos desde o final do século 19 até a independência de Marrocos em 1956.
No início do século XX, as possessões coloniais do Império Espanhol na África eram o Marrocos, o Saara Espanhol, Ifni, Cabo Juby e a Guiné Espanhola.

## Marrocos Espanhol

Protetorado Espanhol em Marrocos em 1936.

O Marrocos Espanhol era o território colonial Espanhol mais próximo da Espanha continental e o mais difícil de controlar. Uma grande revolta Marroquina contra o domínio colonial Espanhol e Francês começou em 1921, com a destruição de um exército Espanhol em Anual. As tribos Rif foram finalmente subjugadas apenas com dificuldade por forças Franco-Espanholas substanciais após vários anos de luta.

## Antecedentes e origens
A Espanha manteve guarnições em seus dois enclaves costeiros Marroquinos de Melilha e Ceuta a partir do século XV. Em tempos diferentes, estes eram formados por marinheiros, companhias disciplinares, infantaria marinha, companhias livres e destacamentos de unidades metropolitanas. Pode-se dizer que o Exército Espanhol da África se originou como uma instituição permanente com o estabelecimento em 1893 do Regimiento de África N ° 1 (1º Regimento de Infantaria Africana).

## Recrutamento de tropas Marroquinas
Após a Campanha de Melilha de 1909-10, a Espanha começou a expandir-se para o interior a partir de suas propriedades costeiras estabelecidas e uma força de Polícia Indígena (Polícia Nativa) foi criada com pessoal Marroquino. Esta força indígena forneceu a base para o estabelecimento em 1911 das Regulares - unidades de infantaria e cavalaria Marroquinas com oficiais Espanhóis.

## Os Tiradores de Ifni
O exército Espanhol da África incluía uma força de infantaria ligeira indígena sob oficiais Europeus, designados como os Tiradores de Ifni. Existindo de 1934 a 1969, esse corpo foi modelado nos tirailleurs norte-africanos do Exército Francês.

## Legião Espanhola
A Legião Espanhola foi formada por decreto real do Rei Afonso XIII em 28 de Janeiro de 1920 como o Regimento de Estrangeiros. El Tercio foi modelado na Legião Estrangeira Francesa. Sua finalidade era fornecer um corpo de tropas profissionais para lutar nas campanhas coloniais da Espanha no Norte de África, no lugar de unidades de recrutas que se mostravam ineficazes. A composição inicial do regimento era a de uma unidade central e de três batalhões conhecidos como Banderas ("bandeiras") - um termo arcaico do século XVI.

## 1920-1936
Na Guerra do Rife dos anos 20, o Exército da África foi composto em essência pela Legião Espanhola e os Regulares; mais os cazadores (infantaria espanhola), artilharia, engenheiros e unidades de apoio. No total, contava com 30.000 soldados e era a força de combate mais profissional e eficaz do exército espanhol de 100.000 homens durante os anos 1920 e 30. A infantaria indígena recrutada no enclave de Ifni (Tiradores de Ifni) a partir de 1934, também foi considerada parte do Exército da África. Uma gendarmaria recrutada localmente, a Mehalas de la Mehalla 'Jalifiana, com cerca de 5.000 homens e inspirada nos Goumiers marroquinos ligados ao Exército Francês da África, foi fundada em 1923 e forneceu apoio às unidades regulares do Exército da África.
Após a conclusão da Guerra do Rife, a guarnição do Marrocos Espanhol foi reduzida às unidades listadas acima; mais sete batalhões de infantaria, seis esquadrões de cavalaria e seis baterias de artilharia da Espanha continental designadas para o serviço africano em rotação.

## Papel na Guerra Civil Espanhola
O Exército da África teve um papel fundamental durante a Guerra Civil Espanhola de 1936-39. Juntamente com outras unidades do Exército espanhol, o Exército da África revoltou-se contra a Segunda República Espanhola e participou do golpe de estado de Julho de 1936 ao lado dos  Nacionais . Em 18 de Julho de 1936, o General Francisco Franco assumiu o comando supremo sobre essa força.
O Marrocos Espanhol caiu para os rebeldes sem oposição significativa. A intenção inicial era transportar o Exército da África para a Espanha continental por via marítima. No entanto, as tripulações da maioria dos navios da Marinha Espanhola permaneceram leais ao governo Republicano em Madrid, sobrecarregando os oficiais que haviam se juntado á revolta. Entre 29 de Julho e 5 de Agosto de 1936, 1.500 membros do Exército da África foram transportados para a Espanha continental num transporte aéreo corajoso liderado por aviões de transporte Junkers fornecidos pela Alemanha Nazi. O regime fascista do Reino da Itália forneceu bombardeiros Savoia-Marchetti SM.81 para fornecer cobertura aérea para navios mercantes que transportavam 3.000 soldados e equipamentos de Marrocos em 5 de Agosto. Depois disso, os vôos diários continuaram até que cerca de 8.000 marroquinos e legionários, com apoio de artilharia, estavam reunidos em Sevilha.
Depois de desembarcar na Espanha, o Exército da África foi dividido em duas colunas, uma comandada pelo General Juan Yagüe e a outra comandada pelo Coronel José Enrique Varela. A força de Yagüe avançou para o norte, obtendo ganhos notavelmente rápidos, e então virou para o nordeste em direção a Madrid e Toledo. A força de Varela entrou na Andaluzia e assumiu o controle das principais cidades, Sevilha, Granada e Córdoba. Graças principalmente aos avanços do Exército da África, quase toda a Espanha ocidental estava em mãos Nacionalistas Franquistas no final de Setembro de 1936. No início de 1937, a força do Exército da África aumentara para 60.000 homens. A Legião e os Regulares lideraram as operações dos Nacionais pelo resto da guerra e desempenharam um papel central na vitória Nacionalista.

## 1940-1956
Com o fim da Guerra Civil, o Exército da África foi reduzido a um estabelecimento em tempo de paz. No entanto, sob Franco, foi-lhe atribuída uma importância maior na própria Espanha do que no caso da monarquia ou da república. Durante os anos 1940 destacamentos dos Tiradores de Ifni guarneceram as Ilhas Canárias, enquanto uma "Guarda Moura" montada assumiu funções cerimoniais em Madrid.

## Pós-independência Marroquina
Após a Independência Marroquina em 1956, a maior parte dos Regulares recrutados localmente foi transferida para o novo Exército Real Marroquino. As cidades de Melilha e Ceuta, e também as pequenas plazas de soberanía, permaneceram Espanholas e ainda são guarnecidas por unidades da Legião e Regulares.
Ifni permaneceu sob administração Espanhola até Junho de 1969. No entanto, distúrbios generalizados no território em 1956 e a Guerra de Ifni de 1957-58 levaram a deserções substanciais entre os grupos indígenas dos Tiradores de Ifni. Assim, os quatro grupos que compunham esta força passaram por um processo de "europeização", no qual a maioria do seu pessoal era recrutada da própria Espanha.